# Lydpindeopsætter
Lydpindeopsætter, Lydpindejern eller Stemmestokjern, er et svagt S-bøjet fladjern, 20-25 cm i længden, i den ene ende tilspidset og den anden et påsat hoved med nogle indskæringer, som anvendes af instrumentbyggere til at isætte stemmestokken (sjælen) i strengeinstrumenter; også kaldt lydpindeopsætter, eller støvleknægt.
| Musik | Spire Denne musikartikel er en spire som bør udbygges. Du er velkommen til at hjælpe Wikipedia ved at udvide den. |